# Wouter Weylandt

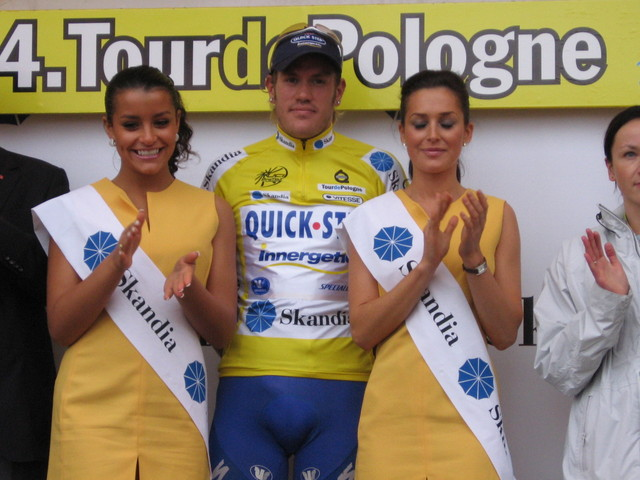
Wouter Weylandt lors du Tour de Pologne 2007

Wouter Weylandt (né le 27 septembre 1984 à Gand, en Belgique et mort le 9 mai 2011 dans la descente du Passo del Bocco en Italie) est un cycliste belge passé professionnel en 2006 au sein de l'équipe Quick Step-Innergetic. En 2011, il rejoint l'équipe Leopard-Trek. Connu pour ses qualités de sprinteur, il a souvent fait partie du train de Tom Boonen, quand il était dans son équipe. Il a notamment gagné une étape du Tour d'Italie 2010, une étape du Tour d'Espagne 2008 et terminé troisième de Gand-Wevelgem la même année.

## Biographie

### Jeunesse et carrière amateur
Membre du club Bikeland Bornem en 2004, Wouter Weylandt effectue un stage avec l'équipe Quick Step-Davitamon en septembre. Il participe au Mémorial Rik Van Steenbergen, au Grand Prix Jef Scherens et au Circuit franco-belge, dont il prend la douzième place. Il fait partie de l'équipe de Belgique au championnat du monde sur route espoirs.

### 2005-2006: débuts professionnels chez Quick Step
Weylandt passe professionnel au sein de l'équipe Quick Step en 2005, mais cette première saison professionnelle est gâchée par une mononucléose décelée au début de l'année. De retour en fin de la saison, il remporte tout de même le GP Briek Schotte, et termine cinquième du Mémorial Rik Van Steenbergen et du Prix national de clôture, prouvant d'emblée ses qualités de sprinteur. 
En 2006, pour sa première saison complète, il termine cinquième des Trois Jours de Flandre-Occidentale, puis deuxième de la Nokere Koerse, où il remporte le sprint du peloton derrière Bert Roesems. Au cours de cette saison, il ne parvient à obtenir aucune victoire, à l'exception du modeste GP de Vichte, mais fait preuve d'une grande régularité au sprint, qui lui vaut notamment de remporter le classement par points du Tour de Pologne et de terminer cinquième du Championnat des Flandres. 

### 2007-2008: la confirmation
En 2007, au contraire, Weylandt remporte rapidement ses premières victoires. Dès le 11 mars, il remporte une étape des Trois Jours de Flandre-Occidentale, qu'il termine deuxième, devancé de 5 secondes par Jimmy Casper, le vainqueur de la première étape. Deux semaines plus tard, il remporte le Tour du Groene Hart, puis termine quatrième du Grand Prix de l'Escaut. Ainsi rassuré, il remporte trois nouvelles victoires d'étape pendant le reste de la saison, sur le Tour de Belgique, le Ster Elektrotoer et surtout l'Eneco Tour. Enfin, sur le Tour de Pologne, il profite de la bonne performance de son équipe dans le contre la montre par équipes de la 1re étape pour prendre pendant une journée le maillot jaune à la faveur des bonifications. 
2008 commence tout aussi bien pour Weylandt. Il remporte au sprint la Nokere Koerse, et termine deuxième du Tour du Groene Hart, battu par Tomas Vaitkus. En avril, il réussit sans doute la meilleure performance de sa carrière sur les courses d'un jour, terminant troisième de la classique Gand-Wevelgem derrière Óscar Freire et Aurélien Clerc au terme d'un sprint houleux. En fin de saison, Weylandt participe au Tour d'Espagne, son premier grand tour. Il y participe comme poisson-pilote pour son leader Tom Boonen, mais lorsque ce dernier abandonne, Weylandt saisit sa chance et remporte à Valladolid la 17e étape. Sur la lancée de cette victoire, il remporte sa 4e victoire de la saison sur le Omloop van de Vlaamse Scheldeboorden deux semaines plus tard. 

### 2009-2010

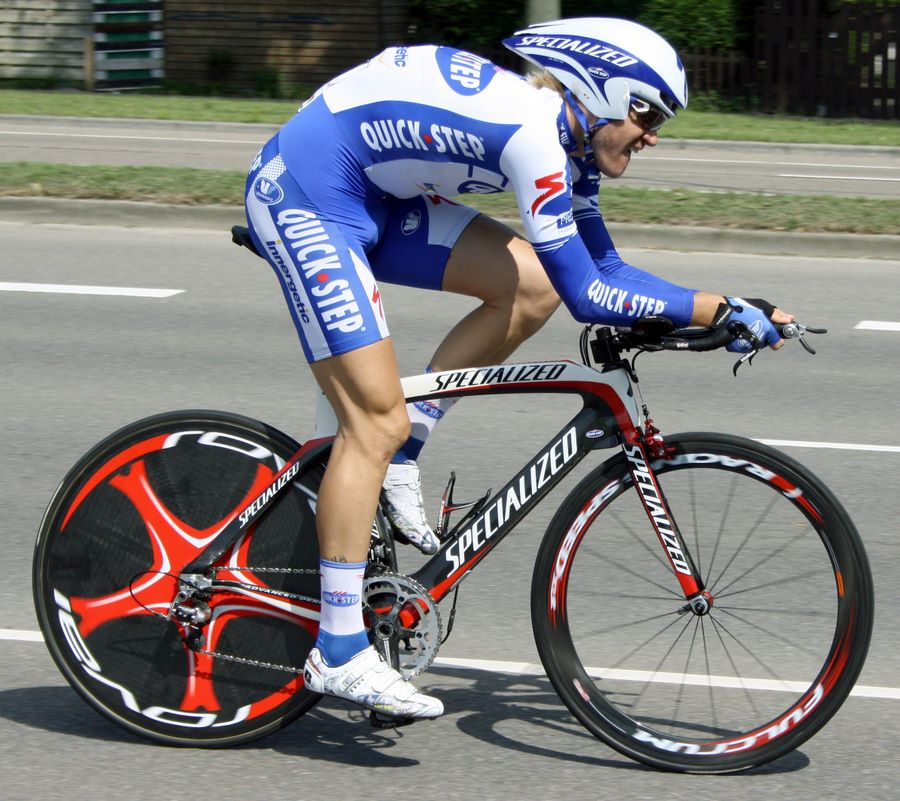
Wouter Weylandt lors du prologue de l'Eneco Tour 2009

Marqué par la mort de son ami Frederiek Nolf au Tour du Qatar en février 2009, Weylandt remporte à nouveau deux victoires en début de saison. Échappé avec Rémi Cusin, il remporte Le Samyn le 4 mars. Quatre jours plus tard, il gagne une nouvelle étape des Trois Jours de Flandre-Occidentale. Il se classe dixième de Paris-Roubaix en avril. Le reste de cette saison n'est pas à la hauteur de ses attentes.
En l'absence de résultats satisfaisants fin 2009 et début 2010, il est publiquement critiqué par le manager de Quick Step Patrick Lefevere. En mai, il remporte au sprint la 3e étape du Tour d'Italie. Il y voit un moyen de répondre aux critiques. Atteint d'une gastro-entérite nécessitant une hospitalisation, il quitte la course quelques jours plus tard.

### 2011: Leopard Trek
Il rejoint en 2011, la nouvelle équipe Leopard-Trek. Il participe au Tour d'Italie. Lors de la troisième étape de cette course, à 25 km de l'arrivée, il chute très lourdement dans la descente du Passo del Bocco, sa pédale ayant accroché le pavé sur le bord de la route, et meurt des suites de ses blessures.

## Accident mortel
Dans la troisième étape du Tour d'Italie 2011, Weylandt chute à près de 70 km/h en descendant le Passo del Bocco situé près de la ville de Mezzanego. Alors qu'il regarde par-dessus son épaule pour parler à d'autres coureurs, la pédale côté gauche de son vélo heurte un muret et le propulse à une vingtaine de mètres. Deux équipes paramédicales effectuent des tentatives de réanimation cardio-pulmonaire pendant environ 25 minutes. Il reçoit de l'adrénaline et de l'atropine, mais les blessures sont trop sévères et toutes les tentatives de réanimation échouent. Le coureur est déclaré mort sur les lieux en raison d'une fracture du crâne. Il est transporté hors de la course 40 minutes après sa chute.
Sa mort entraîne la neutralisation de la quatrième étape du Tour d'Italie 2011 et une vague de réaction dans le monde du cyclisme. La 5e étape reprend sans Tyler Farrar (Garmin-Cervélo), grand ami de Weylandt, et l'équipe du Belge, Leopard-Trek, qui ont décidé de ne pas reprendre la compétition. Son dossard 108 est retiré du Tour d'Italie et ne sera plus jamais attribué. Il est inhumé le mercredi suivant à Gand.
Le 4 juillet 2011, son meilleur ami Tyler Farrar remporte la troisième étape du Tour de France, à Redon. En passant la ligne, il fait un W avec ses doigts, en hommage à son ami décédé.

## Palmarès

### Palmarès amateur
- 2001
  - 3e de Liège-La Gleize
- 2004
  - Grand Prix de Waregem
  - 3e du Zesbergenprijs Harelbeke
  - 3e de Paris-Roubaix espoirs

### Palmarès professionnel
| - 2006 - 2e de la Nokere Koerse - 2007 - 3e étape des Trois Jours de Flandre-Occidentale - Tour du Groene Hart - 1re étape du Tour de Belgique - 2e étape du Ster Elektrotoer - 4e étape de l'Eneco Tour - 2e des Trois Jours de Flandre-Occidentale - 2008 - 1re étape du Tour du Qatar (contre-la-montre par équipes) - Nokere Koerse - 17e étape du Tour d'Espagne - Circuit des bords flamands de l'Escaut - 2e du Tour du Groene Hart - 3e de Gand-Wevelgem | - 2009 - Le Samyn - 3e étape des Trois Jours de Flandre-Occidentale - Gullegem Koerse - 10e de Paris-Roubaix - 2010 - 3e étape du Tour d'Italie - 4e étape du Circuit franco-belge - Gullegem Koerse - 2e du Prix national de clôture |  |

## Résultats sur les grands tours

### Tour d'Italie
2 participations
- 2010 : abandon (12e étape), vainqueur de la 3e étape
- 2011 : chute mortelle dans la 3e étape (descente du Passo del Bocco)

### Tour d'Espagne
3 participations
- 2008 : 118e, vainqueur de la 17e étape
- 2009 : non-partant (17e étape)
- 2010 : 146e

## Classements mondiaux
| Année                  | 2006 | 2007 | 2008 | 2009 | 2010 |
| ---------------------- | ---- | ---- | ---- | ---- | ---- |
| Classement ProTour     | 172e | 146e | 50e  |      |      |
| Calendrier mondial UCI |      |      |      | 154e | 120e |